# Danaë (Rembrandt)
Danaë is een schilderij van Rembrandt van Rijn. Het bevindt zich in de Hermitage in Sint-Petersburg, Rusland.
Het is een levensgrote afbeelding van Danaë uit de Griekse mythologie, de moeder van Perseus. Ze wordt vermoedelijk juist op het moment afgebeeld dat Zeus haar bezoekt en zal bevruchten in de vorm van goudstof. Het is een van Rembrandts mooiste schilderijen, maar het was waarschijnlijk door de grote afmetingen niet gemakkelijk te verkopen.
Rembrandts vrouw Saskia van Uylenburgh heeft model gestaan voor het schilderij. Later heeft Rembrandt het gezicht veranderd (om het op Geertje Dircx te laten gelijken?). In 1985 gooide een psychiatrisch patiënt zwavelzuur over het kunstwerk en bewerkte het met een mes. De restauratie begon onmiddellijk en duurde tot 1997.
Adriaantje Hollaer · Ahasveros en Haman aan het feestmaal van Esther · De anatomische les van Dr. Deijman · De anatomische les van Dr. Nicolaes Tulp · Andromeda aan de rots geketend · Aristoteles bij de buste van Homerus · Artemisia · Badende vrouw · Bathseba met de brief van koning David · De blindmaking van Simson · De brillenverkoper · Buitenlandse admiraal · Christus in de storm op het meer van Galilea · Christus met een staf · Danaë · David en Uria · De doop van de kamerling · Het feestmaal van Belsazar · Flora · Gelijkenis van de rijke dwaas · Historiestuk · Jacob zegent de zonen van Jozef · Jeremia treurend over de verwoesting van Jeruzalem · Het Joodse bruidje · De maaltijd in Emmaüs · Marten Soolmans en Oopjen Coppit · Mozes en de tafelen der wet · De Nachtwacht · Het offer van Abraham (1635) · Pallas Athene · Portret van een man met handschoenen in de hand · Portret van een man · Portret van Amalia van Solms · Portret van Baertje Martens · Portret van Herman Doomer · Portret van Jan Six · Portret van Johannes Wtenbogaert · Portret van Maurits Huygens · De samenzwering van de Bataven onder Claudius Civilis · De schilder in zijn atelier · De Staalmeesters · De steniging van de Heilige Stefanus · Terugkeer van de verloren zoon · Titus aan de lezenaar · Titus als monnik · De Vaandeldrager · De verloochening van Petrus · De verloren zoon in een herberg · Het vertrek van de Sunammitische vrouw · De vlucht naar Egypte · De vlucht naar Egypte · Zelfportret op jeugdige leeftijd (ca. 1628) · Zelfportret met twee cirkels · Zelfportret als de apostel Paulus